# محمد بن قاسم ثقفی
محمد بن قاسم ثَقَفی (عربی: عماد الدین محمد بن القاسم الثقفی؛ زاده ۳۱ دسامبر ۰۶۹۵ درگذشته ۱۸ ژوئیهٔ ۰۷۱۵) سردار اموی، فاتح و والی سند بود. او مناطق سند و مولتان در امتداد رود سند (امروزه بخشی از پاکستان) را برای خلافت اموی فتح کرد. فتوحات او در مناطق یادشده گسترش بیشتر اسلام در هندوستان را امکان‌پذیر ساخت. او نخستین مسلمانی است که با موفقیت سرزمین سند را فتح کرد.
کشورگشایی‌های محمد بن قاسم ثقفی و رفتار او با حاکمان مغلوب و مردم، موضوع اصلی چچ‌نامه، تاریخ مشهور هندی ـ اسلامی، است.

## پیشینه
محمد بن قاسم ثقفی در شهر طائف (در عربستان امروزی) به دنیا آمد و در همان شهر بزرگ شد. پدرش، قاسم بن محمد، که به فرمان حجاج حکومت بصره را بر عهده داشت، ظاهراً پس از مرگ ولید و جلوس سلیمان بن عبدالملک در سال ۹۶، از آنجا گریخت.
محمد بن قاسم با لشکر بسیار بزرگ که از مرز بیست هزار نفر می‌گذشت از مرزهای ایران گذشت و در سال۹۰ هـ. ق به سرزمین‌های هند رسید.

## زندگی
محمد بن قاسم ثقفی در سال ۷۲ هجری در شهر طائف در خانواده مشهور ثقفی متولد شد، جد ایشان محمد بن حکم از بزرگان ثقفی‌ها بود، و در سال ۷۵ هجری پسرعمویش یعنی حجاج بن یوسف ثقفی والی عام در عراق و ولایت‌های شرقی تابع دولت خلافت اموی تعیین شد، در زمان خلافت عبدالملک بن مروان بود که حجاج بن یوسف عمویش قاسم (پدر محمد بن قاسم ثقفی) را به عنوان والی بصره تعیین کرد و همین امر سبب شد که قاسم بن محمد ثقفی از همان کودکی در بین فرماندهان و امرا و بزرگان اموی رشد یابد، در سال‌های بعد حجاج بن یوسف شهر واسط را بنا نهاد که پادگانی نظامی برای تجهیز سپاه امویان بود، و محمد بن قاسم از این فرصت نهایت بهره را برد و آموزش‌های نظامی و جنگی را به صورت کامل در این پادگان سپری نمود، تا اینکه به یکی از بارزترین فرماندهان جنگی مبدل شد در حالیکه تنها ۱۷ سال از عمرش می‌گذشت.

## فرمانداری فارس
نخستین ماموریت نظامی محمد در استان فارس ایران کنونی بود. او دستور داشت تا طغیان گروهی از کردهای منطقه را مهار کند و آنان را به اطاعت خلیفه درآورد. پس از موفقیت در انجام این ماموریت، او به فرمانداری استان فارس منصوب گشت. احتمالاً او جایگزین عموی خود و برادر حجاج، محمد بن یوسف ثقفی شد. گفته می‌شود او شهر شیراز را احیا کرده است.

## تجاوز دزدان دریایی سند
در سال ۸۸ هجری کشتی کوچک (باسرنشنیان عربی شامل چند زن و دختر و پدرشان) از جزیره یاقوت (سرزمین سیلان) جهت سفر به عراق راهی شد، و در راه پدر آن‌ها فوت کرد و عملاً مرد و نگهبانی برای آنان باقی نماند، پادشاه سیلان این فرصت را برای نزدیکی هرچه بیشتر به عرب‌ها غنیمت دانست و تصمیم گرفت که این کشتی را تا رسیدن به مناطق تحت سلطه عرب‌ها همراهی کند، پس آن دختران و زنان را بهمراه هدایای زیادی با کشتی و بهمراه نگهبانانی به سوی حجاج بن یوسف و ولید بن عبدالملک خلیفه جدید راهی کرد، در میانه‌های راه و در منطقه‌ای الدیبل نزدیک به سرزمین سند دزدان دریایی به کشتی آن‌ها حمله‌ور شدند و کشتی را به تصرف خود درآوردند، خبر به حجاج بن یوسف رسید، و نامه‌ای به پادشاه سند مبنی بر آزادسازی هرچه سریعتر آن زنان و دختران نوشت، اما پادشاه در جواب نوشت که آن افراد اسیر دزدان دریایی هستند و ما تسلطی بر آنان نداریم، حجاج بن یوسف خود تصمیم به آزادسازی آن‌ها گرفت و دو سری افراد را مأمور آزادی‌سازی آن‌ها کرد یکی به رهبری عبیدالله بن نهبان و دیگری دیل البلجی که هردو این فرماندهان با سربازانشان شکست خوردند و هردو فرمانده نیز به دست خود سربازان بلاد سند (پاکستان) کشته شدند، خبر به حجاج بن یوسف رسید که نتنها دختران و زنان بلکه سربازان عربی که فرستاده بود همگی در زندان الدیبل که تحت مالکیت پادشاه سند بود اسیر هستند، و پادشاه هم به دلیل دشمنی اش با اسلام و عرب‌های هرگز حاضر به آزادسازی آن‌ها نیست، این امر سببی شد که حجاج بن یوسف ثقفی تصمیم به فتح آن سرزمین بگیرد، سرزمینی که با اجازه پادشاهش و توسط دزدان دریاییش عرصه را بر مسلمانان و تجار عرب سخت کرده بود.

## فتح سند

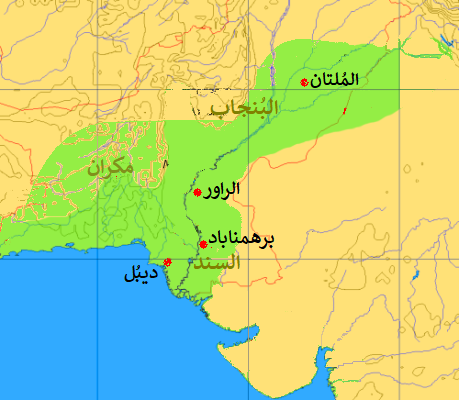
محدوده فتوحات محمد بن قاسم ثقفی در سرزمین سند

حجاج بن یوسف تصمیم به فتح تمامی سرزمین سند را گرفته بود پس پسرعمویش محمد بن قاسم را فرمانده کل سپاه قدرتمند خود گرداند، و با تمامی تجهیزات ممکن آن‌ها را تجهیز کرد، و راهی میدان جنگ ساخت، محمد بن قاسم ۱۷ ساله با ارتشی بالغ بر ۶ هزار مجاهد از عراق به شیراز لشکر کشی کرد، و در شیراز نیز ۶ هزار نیروی دیگر به او پیوستند، و بعد از تجدید قوی در شیراز محمد بن قاسم با ۱۲ هزار نیرو مجهز به سمت شرق راه افتاد تا به منطقه مکران رسید، و بعد از طی کردن چندین شهر دیگر به دروازه‌های دبیل محلی که مسلمانان در آن به اسارت درآمده بودند رسید، و بدون معطلی به آنجا حمله کردند و به راحتی آنجا را فتح کرد و محمد بن قاسم وارد دبیل شد.
بعد از شهر دبیل محمد بن قاسم بدون معطلی شهر ها را یکی پس از دیگری فتح می‌کرد و هیچ شهری را فتح نمی‌کرد مگر آنکه همه مردمش را تکریم می‌کرد و آن‌ها را به دین اسلام دعوت می‌داد و معابد بودایی‌ها و بت خانه هایشان را نابود می‌ساخت و شعائر اسلامی را برپا می‌کرد، به‌طوری‌که نقشه منطقه را عوض کرد و تمامی آن شهرها رنگ بوی سرزمین‌های اسلامی را به خود گرفتند.
محمد بن قاسم به سوی منطقه البیرون (حیدرآباد کنونی) حرکت کرد، و با مردمش از در صلح وارد شد و آن‌ها نیز پذیرفتند، و از آن به بعد تمامی شهرها را تقریباً بدون درگیری فتح نمود، محمد همچنان به فتوحاتش در آن سرزمین ادامه می‌داد، تا اینکه در سال ۹۶ هجری توانست کل بلاد سند (پاکستان) را به زیر پرچم اسلام درآورد، و اولین دولت اسلامی سند و پنجاب را تأسیس کند، و از قبایل مختلف زرتشتی و سایر دین‌های مختلف آنجا به استقابل ایشان به پاس آزادسازی آن‌ها از دست ظلم هندوها رفتند.

## اخلاق و صفات
محمد بن قاسم با اخلاق نیکو، با شجاعت و دلیری در حالی که کم سن و سال بود توانست تمامی هندوها را مات و مبهوت و مجذوب خودش گرداند، و همگی از فرماندهی و دلاوری و مدیریت پسری ۱۷ ساله به تعجب وامانده بودند، و طبیعتاً با دیدن شخصیتش تعداد زیادی از بزرگان و سران قبایل منطقه و مردم آنجا به سپاه ایشان پیوستند تا از زور و ظلم و جور پادشاه مستبد آن‌ها رهاییشان بخشد، که جمعیتی حدود ۴۰۰۰ نفر از هندوها به ارتش مسلمانان پیوست.
برخلاف حجاج بن یوسف، محمد بن قاسم با رعایت عدالت و با بکارگیری تفکر و تدبیر، و عدل و کرم، توانست دل مردم آنجا را نیز بدست آورد و آن سرزمین را به مرکزی جدید برای نشر و گسترش دین اسلام و محلی برای پرستش خدای بزرگ به یکتایی تبدیل کرد.

## ‍‍ پایان کار و وفات
هنگامیکه قدرت و محبوبیت محمد بن قاسم در حال گسترش بود، تصمیم به فتح سرزمین هند گرفت. در حال آماده‌سازی سپاهی برای رفتن به هند بود که دستور از خلیفه جدید سلیمان بن عبدالملک رسید که به جای رفتن به هند به عراق برگردد و این دسیسه‌ای بیش نبود، با اینکه می‌دانست که به دلیل مخالفت‌هایش در سیاست‌های نادرست حجاج آینده تاریکی در عراق انتظار او را می‌کشد اما به سمت عراق حرکت کرد، به هنگام خروج از سند جمعیت بسیاری را مشاهده کرد که همگی برای ممانعت او از سفر به عراق خارج شده بودند بلکه بتوانند او را در سند نگهدارند، که هرگز چنین حاکم عادل و مقتدری نصیبشان نخواهد شد، محمد بن قاسم در میان اشک ریختن‌های مردمانی که از صمیم قلب به اخلاق و منش و حکومت داریش عشق می ورزیدند ، سند را ترک کرد، حتی هندوها و برهماییان نیز بخاطر بازگشت محمد بن قاسم به عراق حالت عزا و ماتم را به خود گرفته بودند.
محمد بن قاسم به عراق رسید و والی عراق صالح بن عبدالرحمن او را با غل و زنجیر به دلیل دشمنی با حجاج بن یوسف ثقفی به زندان واسط فرستاد، و او را با شدیدترین و رنج آورترین شکنجه‌های آزار و اذیت کردند تا اینکه در سال ۹۶ هجری در حالیکه تنها ۲۴ سال سن داشت زیر همین شکنجه‌ها وفات نمود.